# Eugen Bregant (Generalmajor)
Eugen Bregant der Ältere (* 29. Jänner 1875 in Triest, Küstenland; † 18. November 1936 in Graz, Steiermark) war Generalmajor, Kommandant des Infanterieregimentes No. 1 sowie ein Offizier des österreichischen Bundesheeres in der Ersten Republik. Sein jüngerer Bruder war der bekannte Reiter und letzte Kavallerieinspektor der ersten Republik Generalmajor Camillo Bregant.

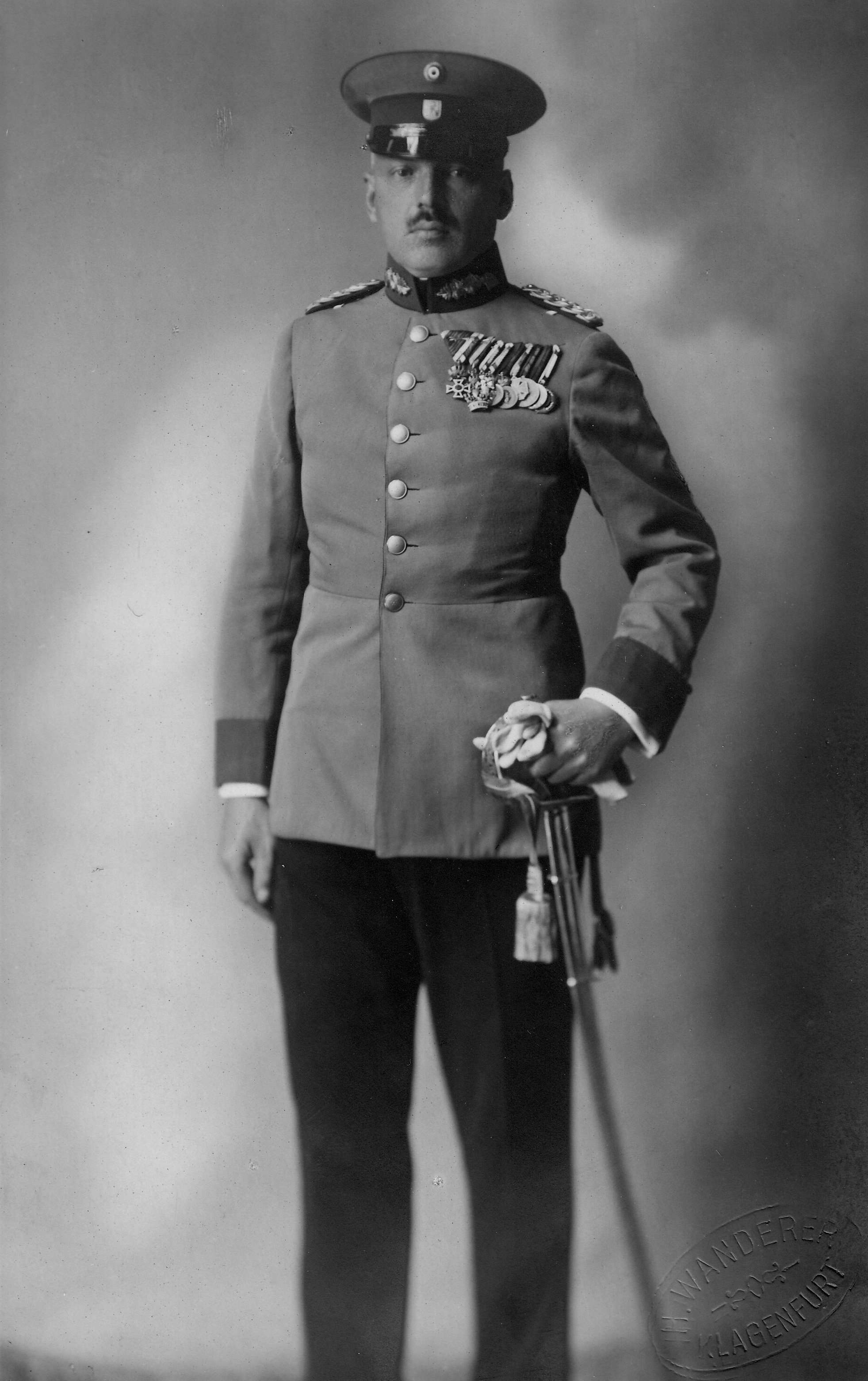
Generalmajor Eugen Bregant 1927

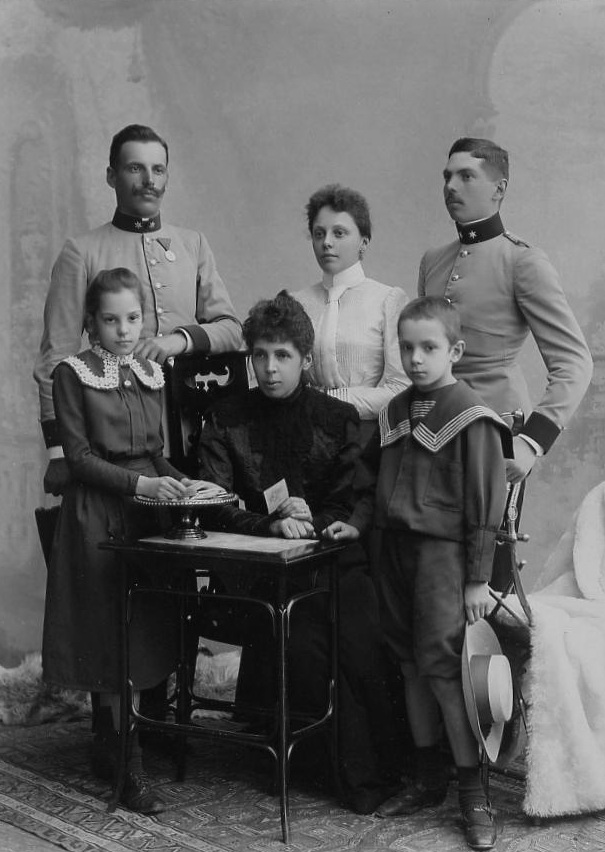
Eugen Bregant im Kreis seiner Familie (links stehend)

## Karriere
Eugen Bregant trat als Einjährig-Freiwilliger am 1. Oktober 1893 in die k.u.k Armee beim Infanterieregiment Nr. 97 in Triest ein und wurde dem k.k. Landwehr Infanterieregiment „Klagenfurt“ Nr. 4 (es gehörte zur k.k. Gebirgstruppe und hieß ab dem 11. April 1917 Gebirgs-Schützenregiment Nr. 1) zugeteilt. Wegen eines nie abgeschlossenen Jurastudiums an der Universität Graz unterbrach er seinen Dienst 1894 bis 1897 und 1901.

## Militärische Spezialausbildung
- Infanterieequitation in Triest
- Armeeschießschule und MG-Kurs in Bruck an der Leitha
- Korpsoffizierschule in Graz (1910)
- Sturmkurs in Villach (1917)
- Armeegasschule in Wien (1917 und 1918)
- Informationskurs in Brixen (1918)

## Kriegseinsatz und Dekorationen
Im Ersten Weltkrieg war das Einsatzgebiet des k.u.k Schützenregimentes Nr. 1 1914 in Galizien bei der ersten Schlacht von Lemberg, ab 1915 bis Kriegsende an der Isonzofront im Abschnitt Karnische Alpen von Tarvis bis zum Predilpass. Bregant Eugen war 1915 bei verschiedenen Kampfeinsätzen beteiligt, darunter am Oregone Pass, der Erstürmung des Monte Peralba und am Hohen Trieb. Von 1916 bis Kriegsende war er Kommandant des Landsturminfanterie-Bataillons 156 (LIB Nr. 156), 1917 Unterabschnittskommandant der Höhenstellung Zollner, Teilnahme an mehreren Isonzoschlachten und darauffolgender Verwendung an verschiedenen Brennpunkten der Front vom Piave bis zum Stilfserjoch. Am 4. November 1918 ging Bregant samt dem LIB Nr. 156 infolge der vom österreichischen Armeeoberkommando (AOK) um 36 Stunden zu früh verlautbarten Waffenstillstandsvereinbarungen bei Ponte di Arche in Südtirol in italienische Kriegsgefangenschaft, aus der er erst am 4. August 1919 entlassen wurde.
Hochdekoriert mit dem Ritterkreuz des Leopoldorden, dem Orden der Eisernen Krone des Kaisertums Österreich III. Klasse beide mit K.D. u. S., dem Militärverdienstkreuz III. Klasse m.d.Kr.Dek. und der zwei Mal verliehenen Bronzenen Militär-Verdienstmedaille am roten Bande  alle mit Kriegsdekoration und Schwertern, diverser anderer Auszeichnungen sowie mit dem Karl-Truppenkreuz kehrte Bregant aus dem Krieg heim. Das Ansuchen um Verleihung des Militär-Maria-Theresien-Ordens wurde wegen Kriegsende nicht erledigt.
Mit 1. Mai 1918 als No. 11 in der Rangliste Major geworden, wurde er nach 23 Jahren Dienstzeit in der k.u.k. Armee vom Österreichischen Bundesheer übernommen. Ab 1. Mai 1921, nachdem er zum Oberstleutnant avanciert war, wurde er als Offizier beim Radfahrbataillon 5 eingeteilt. Ab März 1922 Offizier für besondere Verwendung, 1923 dem Alpenjägerregiment No. 11 und 10 zugeteilt, wurde er im August 1926 Kommandant des Alpenjägerregimentes No. 1. Nachdem er im März 1927 zum Generalmajor ernannt worden war, wurde er 1928 pensioniert.

## Verwundungen
- Oberarmdurchschuss mit Nervenverletzung (1914)
- Steinsplitterverletzung am rechten Unterarm (1916)[5]